# Allentown (Pensilvânia)
Allentown é uma cidade localizada no estado americano da Pensilvânia, no Condado de Lehigh. Foi fundada em 1762 e incorporada em 12 de março de 1867.

## História

### Fundação
Allentown foi fundada primeiramente com o nome de Northamptontown (Northampton Towne) em 1762 por William Allen (lealista), um armador abastado, Presidente do Supremo Tribunal da Província da Pensilvânia e ex-prefeito da cidade de Filadélfia. A propriedade sobre a qual a cidade se estabeleceu fazia parte de um terreno de 5.000 acres, que Allen comprou aos filhos de William Penn, em 1735. Allen tinha esperanças de que Northamptontown substituísse Easton como capital do Condado de Northampton (Pensilvânia) assim como também se tornasse um centro comercial, não só por se situar nas margens do Rio Lehigh mas também devido à proximidade com Filadélfia. Allen deixou a propriedade a seu filho James, que nela construiu uma residência de Verão em 1770 perto do antigo pavilhão de caça de seu pai. A casa, denominada Salão da Truta, é agora a sede da Sociedade Histórica do Condado de Lehigh.

### Sino da Liberdade
Allentown possui regist(r)o histórico pelo fa(c)to de ter sido o local onde o Sino da Liberdade foi escondido pelo Segundo Congresso Continental durante a Guerra da Independência dos Estados Unidos da América. Quando os Britânicos tentaram apoderar-se de Filadélfia em 1777, o Sino da Liberdade foi transladado para norte e escondido na cave da Igreja Protestante do Velho Zion, no centro da cidade de Allentown. Hoje, nesta igreja, marcando o lugar exa(c)to onde o Sino da Liberdade esteve e sendo ladeado pelas bandeiras das treze colónias iniciais, encontra-se a única réplica dele em tamanho natural.

### Incorporação e denominação
Em 1811, a cidade foi incorporada como borough. Em 1812, da metade ocidental do Condado de Northampton, formou-se o Condado de Lehigh e Northamptontown passou a ser a capital do condado. Apesar de há anos a população chamar a cidade pelo nome de "Allentown" em homenagem a Allen, só em 1838 é que assim foi oficialmente denominada.

## Geografia
De acordo com o United States Census Bureau, a cidade tem uma área de 46,7 km², onde 45,4 km² estão cobertos por terra e 1,2 km² por água.

## Demografia
Segundo o censo nacional de 2010, a sua população é de 118 032 habitantes e sua densidade populacional é de 2 596,72 hab/km². É a terceira cidade mais populosa da Pensilvânia. Possui 46 921 residências, que resulta em uma densidade de 1 032,27 residências/km².